# Saccharomycopsis fibuligera
Saccharomycopsis fibuligera (Synonym: Endomyces fibuligera, Endomycopsis fibuligera, Pichia fibuligera, Endomyces lindneri, Saccharomycopsis lindneri, Endomycopsis fibuligera, Endomyces hordei, Saccharomycopsis hordei, Endomycopsis fibuligera, Candida lactosa) ist Hefe, die Stärke abbauen kann. Sie ist in Backgewerbe als Verursacher der Kreidekrankheit auch Kreideschimmel (chalky bread) bekannt, die sich durch weiße, kreide- bis mehlartige Flecken an den Schnittflächen von Broten zeigt.